# Otto Meixner von Zweienstamm
Otto Meixner, seit 1908 Meixner von Zweienstamm (* 1. Februar 1858 in Lobzów bei Krakau, Galizien; † 10. Oktober 1946 in Mondsee, Oberösterreich) war k.k. Feldmarschallleutnant, General der Infanterie und Festungskommandant von Temeswar.

Otto Meixner von Zweienstamm

## Leben und Wirken

Theresianische Militärakademie in Wiener Neustadt

Otto Meixner war der Sohn von Oberleutnant Eduard Meixner und der Zwillingsbruder von Hugo Meixner. Nach dem erfolgreichen Abschluss der Militärschule in St. Pölten und der Theresianischen Militärakademie in Wiener Neustadt wurden beide Zwillingsbrüder 1879 als Leutnant ausgemustert und dem Infanterie-Regiment Nummer 55 zugewiesen. Von 1881 bis 1883 besuchten sie dieselbe Klasse an der Kriegsschule und wurden am 1. Mai 1883 als Oberleutnant in den Generalstab entlassen. 
Otto Meixner wurde dem Stab der 22. Infanterie-Brigade zugeteilt und am 1. Mai 1886 zum Hauptmann befördert. Er heiratete am 19. November 1889 Margarete, die Tochter des Generalmajors Johann Ritter von Kubin, sein Zwillingsbruder Hugo heiratete am gleichen Tag ihre Schwester Auguste. 
Vom 1. Mai 1890 bis zum 1. Oktober 1891 tat Otto Meixner Dienst im Infanterie-Regiment Nr. 54 in Olmütz. Danach wurde er Ausbilder für „Zug-, Kommunikation- und Verpflegswesen“. Während dieses Lehrauftrags erhielt er am 1. November 1892 seine Beförderung zum Major und am 1. Mai 1895 zum Oberstleutnant. Am 23. Oktober 1896 wurde er zum Chef des dritten Abschnitts des technischen Militärausschusses ernannt. Für seine erfolgreiche Tätigkeit erhielt er am 2. September 1897 das Militärverdienstkreuz. Ab diesem Zeitpunkt war Meixner auch in der Militärpublizistik tätig.
Nach seiner Beförderung zum Oberst am 21. Mai 1898 übernahm er am 1. April 1899 das Kommando des Infanterie-Regiments Nr. 13 in seiner Heimatstadt Krakau (Kraków) und erhielt am 18. April 1903 den Orden der Eisernen Krone 3. Klasse. Am 9. August 1904 übernahm er das Kommando über die 41. (Landwehr) Infanteriebrigade in Pilsen, gefolgt von seiner Beförderung zum Generalmajor am 1. November 1904. Am 1. Dezember 1907 wurde er zum Sektionschef des k.k. Ministeriums für Landesverteidigung ernannt. Während sein Bruder Hugo einen wichtigen Posten in der Verwaltung der k.u.k. Armee innehatte, bekleidete Otto Meixner ein wichtiges Amt in der Verwaltung der k.k. Landwehr unter dem k.k. Landesverteidigungsminister Friedrich von Georgi.
Am 9. Juli 1908 wurde Otto und am 5. August desselben Jahres Hugo in den Adelsstand mit dem Prädikat „von Zweienstamm“ erhoben. 
Seine Beförderung zum Feldmarschallleutnant fand am 1. November 1908 statt. Für seine herausragende Leistung im Verteidigungsministerium wurde er am 25. Februar 1910 mit dem Ritterkreuz des Österreichisch-kaiserlichen Leopold-Ordens ausgezeichnet. 
Am 23. Oktober 1911 erhielt er die Militär-Verdienstmedaille (Signum Laudis) am Bande und wurde am selben Tag zum Kommandanten der 4. Infanterie-Division in Brünn versetzt.
Am 25. Juli 1912 erhielt Otto Meixner von Zweienstamm die Ernennung zum Kommandeur des 7. Korps bei Temeswar. Hier erhielt er am 2. April 1913 den Titel Geheimer Rat und kurz danach wurde er zum General der Infanterie befördert. Bis zum 10. Oktober 1914 war er Kommandierender General im Banat und Festungskommandant von Temeswar.
Zu Beginn des Ersten Weltkrieges wurde er zunächst mit seinem Korps für die Invasion in Serbien vorgesehen, doch wurde die geplante Beteiligung des 7. Korps an der Invasion von Serbien nicht ausgeführt und der Verband wurde zunächst zur Sicherung des Übergangs an Save und Donau eingesetzt. 
Im August 1914 zog er mit seinem Korps an die russische Front, wurde dann aber weil er nicht entsprach, offiziell aus gesundheitlichen Gründen, von seinem Kommando freigestellt und am 7. Oktober 1914 nach Wien zurückbeordert. Am 1. Februar 1915 wurde Meixner beurlaubt und mit Anfang 1919 pensioniert.
1926 wurde Meixner Präsident der Gesellschaft der ehemaligen Absolventen der Militärakademie Alt-Neustadt. Diese Stellung hielt er bis 1937 inne und wurde danach Ehrenpräsident der Gesellschaft.
General Otto Meixner von Zweienstamm starb am 10. Oktober 1946 in Mondsee in Oberösterreich. Seine sterblichen Überreste wurden nach Wien überführt, wo er wie sein Bruder Hugo im Familiengrab auf dem Hütteldorfer Friedhof im 14. Wiener Bezirk bestattet wurde.

## Schriften
- Behelf zum Studium des Verpflegungs-, Trainings- und Kommunikationswesens in operativer Beziehung. 1894
- Historischer Rückblick auf die Verpflegung der Armeen im Felde., 5 Bände, 1897–1910.
- Studium über den Entwurf des Exercierreglements vom Jahre 1901 im Vergleiche mit dem dt., russ. und französ. Reglement. 1902